# Bruno-Philibert Audier-Massillon
Pour les articles homonymes, voir Audier et Massillon.
Bruno-Philibert Audier-Massillon (1er juillet 1746 - Aix-en-Provence ✝ 29 septembre 1822 - Aix-en-Provence), est un magistrat et homme politique français des XVIIIe et XIXe siècles.

## Biographie
Audier-Massillon était lieutenant général de la sénéchaussée d'Aix quand il fut élu, par cette sénéchaussée, député du tiers état aux États généraux, le 7 avril 1789.
Le 30 décembre 1790, il fit rendre par l'Assemblée constituante un décret permettant aux officiers ministériels dont les offices n'étaient pas encore liquidés, d'employer leurs finances en acquisition des biens nationaux.
À la séance du 15 juin 1791, il annonça que son ami, l'abbé Rochon, venait de trouver le moyen de monnayer le métal des cloches, et demanda qu'il fût expressément enjoint aux Comité des monnaies de faire un rapport sur la question.
Audier-Massillon reste également présent à l'échelon local et les citoyens actifs du district d'Aix l'élisent juge au tribunal du district au début du mois d'octobre 1790.
Élu juge au tribunal de cassation, le 11 germinal an VIII, nommé membre de la Légion d'honneur le 12 prairial an XII et chevalier de l'Empire le 3 juin 1808, il adhéra néanmoins en 1814 à la déchéance de Napoléon Ier et vota contre l'Acte additionnel aux Constitutions de l'Empire.
Dans le discours qu'il adressa à Louis XVIII, au retour de Gand, il ne manqua pas de revendiquer les bénéfices de sa conduite « courageuse », pendant les Cent-Jours.
Il fut mis à la retraite comme conseiller à la cour royale d'Aix, le 9 juillet 1820.
On lui attribue un ouvrage dont il pouvait en effet traiter le sujet ex professo, intitulé : L'Art de traverser les révolutions.

### Vie familiale
Bruno-Philibert Audier-Massillon était le fils de Jean-Baptiste-Dominique Audier et Catherine-Agnès Massillon et le frère puîné de Marie-Thérèse Audier-Massillon (mariée le 26 novembre 1776 avec Antoine de Fabry (1727-1779), capitaine d'infanterie, dont Pierre Marc Antoine Bruno, baron de Fabry, premier Président de la Cour d'Appel d'Aix (1777-1824)).
Bruno-Philibert épousa la fille aînée de Louis Berage, négociant à Aix.

## Fonctions
- Lieutenant général de la sénéchaussée d'Aix ;
- Député du tiers état aux États généraux (7 avril 1789) ;
- Juge au tribunal de cassation (11 germinal an VIII) ;
- Conseiller à la cour royale d'Aix (jusqu'en 1820).

## Titres
- Chevalier de l'Empire (3 juin 1808).

## Distinctions
- Chevalier de la Légion d'honneur (12 prairial an XII (1er juin 1804)).

## Armoiries
| Figure | Blasonnement |
|        | Armes du Chevalier Bruno-Philibert Audier-Massillon et de l'Empire « Tiercé en fasce : au I d'azur à un soleil d'or ; au II de gueules au signe des chevaliers légionnaires ; au III d'argent à une mer d'azur chargée d'un alcyon d'or dans son nid de même et lampassé de pourpre. » |